# En självbiografi
En självbiografi, grundad på dagböcker och brev är en självbiografi av Anne Charlotte Leffler utgiven postumt 1922.
Biografin sammanställdes av Jane Gernandt-Claine och Ingeborg Essén och grundades på Lefflers brev, dagböcker samt hennes eget självbiografiska utkast. 1922 års biografi sammanställdes på uppdrag av Lefflers bror Gösta Mittag-Leffler.
Lefflers självbiografiska utkast finns bevarat i Kungliga biblioteket i Stockholm.

## Utgåvor
- Leffler, Anne Charlotte (1922). En självbiografi, grundad på dagböcker och brev. Stockholm: Bonnier. Libris 81424
- Leffler, Anne Charlotte (2006). En självbiografi, grundad på dagböcker och brev. Enskede: TPB. Libris 12599610

### Fotnoter
1. ↑  ”Anne Charlotte Leffler: En självbiografi”. Kungliga biblioteket. http://libris.kb.se/hitlist?d=libris&q=Leffler+En+sj%C3%A4lvbiografi&f=simp&spell=true&hist=true&p=1. Läst 2 december 2012.
2. ↑  Lauritzen 2012, s.13
3. ↑  ”Anne Charlotte Leffler”. Eddifah. Arkiverad från originalet den 18 januari 2014. https://web.archive.org/web/20140118082922/http://www.ediffah.org/search/present.cgi?id=ediffah:kb:817785:1177335285&termlist=wrangel&boollist=&fieldlist=any&number=10&start=&script=search.php#id2309471. Läst 2 december 2012.